# 14. Infanterie-Division (Wehrmacht)
Die 14. Infanterie-Division (14. ID), dann 14. Infanterie-Division (mot.) und zuletzt 14. Panzergrenadier-Division war ein militärischer Großverband der Wehrmacht.

## Divisionsgeschichte

### Aufstellung
Die 14. Infanterie-Division wurde am 1. Oktober 1934 unter dem bis zum 15. Oktober 1935 laufenden Decknamen „Kommandant von Leipzig“ in Leipzig aufgestellt. Die Infanterie-Regimenter bildeten sich aus dem 11. Sächsischen Regiment der 4. Reichswehr-Division. 1936 verlegte man den Stationierungsort vom Truppenübungsplatz Königsbrück nach Naumburg.

### Polenfeldzug
1939 erfuhr sie ihren ersten Kriegseinsatz in Polen.

### Westfeldzug
Danach wurde sie 1940 an die Westfront verlegt und nahm an der Schlacht von Dünkirchen teil.

## 14. Infanterie Division (mot.)
Am 15. November 1940 erfolgte die Motorisierung und Umbenennung in 14. Infanterie-Division (mot.).

### Unternehmen Barbarossa
An der Ostfront war die 14. ID (mot.) der Heeresgruppe Mitte unterstellt und marschierte von Brest-Litowsk bis an die strategisch bedeutsame Rollbahn Smolensk-Moskau. Während des Unternehmens Taifun gelangte sie bis an den Moskwa-Wolga-Kanal kurz vor Moskau, wobei der Angriff durch den plötzlichen Wintereinbruch und Temperaturabfall liegenblieb. Einen Höhepunkt bildete die Schlacht um den Frontbogen von Klin im November/Dezember 1941.

### 1942
Von 1942 bis zum Frühjahr 1943 war die 14. ID (mot.) an der verlustreichen Schlacht von Rschew beteiligt.

### 1943
Im März 1943 wurden ihre Stellungen mit dem Unternehmen Büffelbewegung aufgegeben und eine neue Abfanglinie in der Nähe von Smolensk gebildet.

## 14. Panzergrenadier-Division

### Aufstellung durch Umgliederung
Am 30. Juni 1943 wurde sie zur 14. Panzergrenadier-Division umgegliedert. 
Im Sommer 1943 zog sie sich über die Desna bis nach Roslawl zurück und kämpfte bis 1944 im Suchowka-Bogen in der Nähe von Witebsk/Weißrussland. 

### Vernichtung
Während der sowjetischen Operation Bagration wurde die 14. PGD als Reserve der 4. Armee zusammen mit der Heeresgruppe Mitte im Raum Borissow-Beresino-Minsk vernichtet.

### Neuaufstellung
Im Spätsommer 1944 musste die 14. PGD neu aufgestellt werden, zog sich über den Njemen kämpfend nach Ostpreußen zurück:

### Kapitulation
Gemeinsam mit anderen Verbänden kapitulierte die Division im Mai 1945 vor der Roten Armee in Stutthof. Teile der Division gerieten in ein britisches Internierungslager in Schleswig-Holstein.

## Persönlichkeiten

### Kommandeure
| Dienstzeit                           | Dienstgrad                                                                       | Name                                 |
| ------------------------------------ | -------------------------------------------------------------------------------- | ------------------------------------ |
| 15. Oktober 1935 bis 6. Oktober 1936 | Generalleutnant                                                                  | Franz Freiherr Kreß von Kressenstein |
| 6. Oktober 1936 bis 15. Juni 1940    | Generalleutnant                                                                  | Peter Weyer                          |
| 15. Juni bis 6. Oktober 1940         | Generalmajor                                                                     | Lothar Rendulic                      |
| 6. Oktober 1940 bis 1. Juni 1941     | Generalmajor                                                                     | Friedrich Fürst                      |
| 1. Juni 1941 bis 1. Oktober 1942     | Generalmajor                                                                     | Heinrich Wosch                       |
| 1. Oktober 1942 bis 1. Januar 1943   | Generalmajor                                                                     | Walther Krause                       |
| 1. Januar bis 15. Mai 1943           | Oberst                                                                           | Rudolf Holste                        |
| 24. Mai 1943 bis 28. Dezember 1944   | Oberst, ab dem 1. Juni 1943 Generalmajor, ab dem 20. Januar 1944 Generalleutnant | Hermann Flörke                       |
| 28. Dezember 1944 bis 20. März 1945  | Generalleutnant                                                                  | Erich Schneider                      |
| 20. März bis April 1945              | Generalmajor d.R.                                                                | Werner Schulze                       |
| April 1945                           | Oberst                                                                           | Gerhard Kircher                      |
| April bis Mai 1945                   | Oberst                                                                           | Johann Heldmann                      |

## Kriegsverbrechen eines Divisionsangehörigen
Adalbert Lontschar war zeitweise Kommandeur des Infanterie-Regiments 53 und diente später im besetzten Jugoslawien, unter anderem als Stadtkommandant von Belgrad. Nach Kriegsende wurde er von einem jugoslawischen Gericht wegen Kriegsverbrechen zum Tode verurteilt und 1947 erhängt.

## Auszeichnungen
Insgesamt wurden 24 Angehörige der 14. ID mit dem Ritterkreuz ausgezeichnet und 148 mit dem Deutschen Kreuz in Gold.

## Gliederung
Veränderungen in der Gliederung der 14. ID/14. ID (mot.) von 1939 bis 1943
| 1939                      | 1943                     |
| ------------------------- | ------------------------ |
| Infanterie-Regiment 11    | Grenadier-Regiment 11    |
| Infanterie-Regiment 53    | Grenadier-Regiment 53    |
| Infanterie-Regiment 101   | Grenadier-Regiment 101   |
| Aufklärungs-Abteilung 14  | Schnelle Abteilung 156   |
| Artillerie-Regiment 14    | Artillerie-Regiment 14   |
| Panzerabwehr-Abteilung 14 | Panzerjäger-Abteilung 14 |
| Pionier-Bataillon 14      | Pionier-Bataillon 14     |
| Nachrichten-Abteilung 14  | Nachrichten-Abteilung 14 |
| Beobachtungs-Abteilung 14 |                          |
|                           | Füsilier-Bataillon 14    |
| Feldersatz-Bataillon 14   | Feldersatz-Bataillon 14  |